# 239. pehotni polk (Italija)
239. pehotni polk Pesaro je bil pehotni polk Kraljeve italijanske kopenske vojske.

## Zgodovina
Med prvo svetovno vojno je bil polk nastanjen na soški fronti.